# Beaver (Utah)
Pour les articles homonymes, voir Beaver.
La ville de Beaver est le siège du comté de Beaver, dans l’État de l’Utah, aux États-Unis. Lors du recensement de 2010, sa population est de 3 112 habitants. La municipalité s'étend alors sur une superficie de 6,49 milles carrés (16,81 km2).

## Histoire
La localité est fondée en février 1856 par des hommes originaires de Parowan menés par Simeon F. Howd. Elle doit son nom à la rivière Beaver (en).
Beaver a été la première ville de l’État à recevoir l’électricité, au début du XXe siècle.

## Démographie
| Groupe            | Beaver | Utah | États-Unis |
| ----------------- | ------ | ---- | ---------- |
| Blancs            | 88,4   | 86,1 | 72,4       |
| Autres            | 7,2    | 6,0  | 6,4        |
| Asiatiques        | 1,7    | 2,0  | 4,8        |
| Métis             | 1,3    | 2,7  | 2,9        |
| Amérindiens       | 0,9    | 1,2  | 0,9        |
| Océano-Américains | 0,3    | 0,9  | 0,2        |
| Afro-Américains   | 0,2    | 1,1  | 12,6       |
| Total             | 100    | 100  | 100        |
|                   |        |      |            |
| Latino-Américains | 12,1   | 13,0 | 16,7       |

Selon l’American Community Survey pour la période 2010-2014, 97,14 % de la population âgée de plus de 5 ans déclare parler l'anglais à la maison, 2,06 % déclare parler l'espagnol, 0,51 % l'allemand et 0,29 % le navajo.